# Wives of the Rich
Wives of the Rich è un cortometraggio muto del 1916 diretto da Thomas N. Heffron. Sceneggiato da Allen Curtis Mason, di genere drammatico, il film aveva come interpreti Harry Mestayer, Grace Darmond, Lafayette McKee, Lillian Hayward.

## Trama
Il ricco John Grant è innamorato di sua moglie ma, a causa dei debiti di gioco di lei, è indotto a ridurle la paga settimanale, cercando così di frenarla. Ma senza successo. La signora, sempre più indebitata, firma un pagherò alla padrona di casa, senza però sapere come onorare il debito. Chiede allora aiuto a Robert Baker, un ricco scapolo e suo ammiratore, che è disposto a fornirle il denaro, cosa alla quale lei acconsente con riluttanza. Poi, compera a credito una preziosa collana, convinta di poterla pagare con le sue vincite al gioco. Quando perde ancora tutto, il gioielliere minaccia di rivolgersi a suo marito. Baker, intanto, le scrive un biglietto dove le fissa un appuntamento a casa sua alle nove di sera. Grant riesce a leggerlo e segue la moglie che si reca a casa dallo scapolo. Nascosto nella stanza vicina, sente nascere un alterco tra i due e poi dei rumori terribili che si concludono con uno sparo. Riesce a entrare e vede Baker morto. Nella stanza non c'è più nessun altro. Ritornato a casa, vede la moglie accasciata seduta accanto a caminetto. Lei, al vederlo, capisce che il marito sa tutto. Gli racconta così che Barker si è sparato cercando di strapparle dalla mano la pistola che lei si era portata dietro per difendere il suo onore.

## Produzione
Il film fu prodotto dalla Selig Polyscope Company.

## Distribuzione
Distribuito dalla General Film Company, il film - un cortometraggio in tre bobine - uscì nelle sale cinematografiche statunitensi il 10 aprile 1916.